# Willy Bredschneider
Willy Bredschneider (* 31. Januar 1889 in Arnsdorf, Österreich-Ungarn; † 16. Januar 1937 in Berlin) war ein österreichischer Komponist und Dirigent. Er war musikalischer Leiter am Berliner Theater und am Wallner-Theater.

## Leben
Willy Bredschneider wurde 1889 in Arnsdorf in Böhmen geboren. Nach dem Musikstudium bei Friedrich Klose am Konservatorium Basel war er als Dirigent in Berlin und Wien tätig. 1909 holten ihn Carl Meinhard und Rudolf Bernauer an das Berliner Theater. Dort war er „Hauskapellmeister“ und für die Schauspielmusik bestimmt. Die jungen Theaterleiter integrierten fortan „publikumswirksame“ Musikwerke in ihr Programm.
1916 verließ Bredschneider das Berliner Theater. Er übernahm die musikalische Leitung des Wallner-Theaters ebenfalls in Berlin. Von 1933 bis 1937 war er Redakteur des Mitteilungsblattes Der Autor des Verbandes Deutscher Bühnenschriftsteller und Bühnenkomponisten.
Willy Bredschneider starb am 16. Januar 1937, zwei Wochen vor seinem 48. Geburtstag, in Berlin. Die Beisetzung erfolgte auf dem Waldfriedhof Dahlem. Das Grab ist nicht erhalten.

## Werk

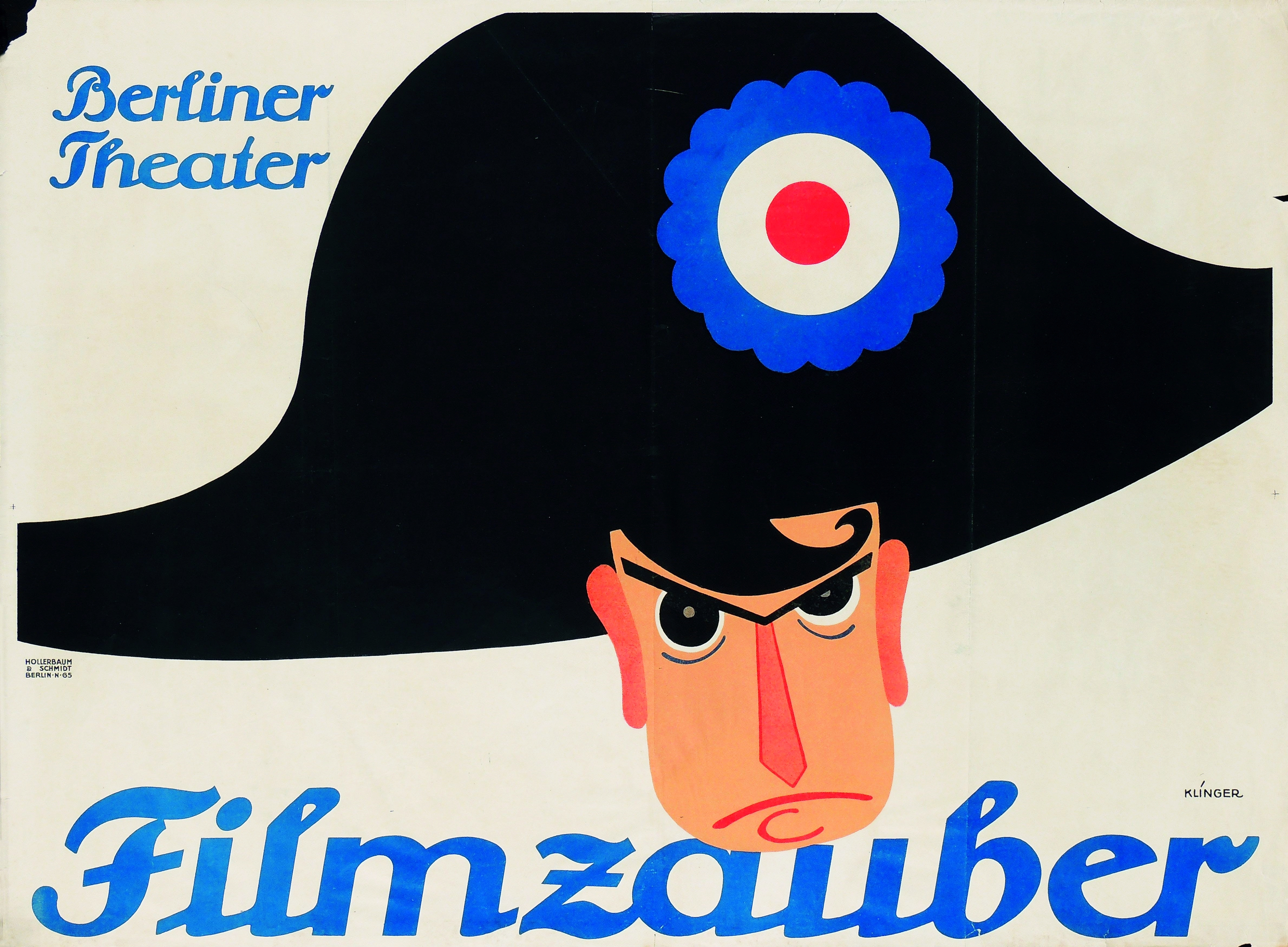
Lithographie zum Werk Filmzauber von 1914 (Plakatmuseum in Wilanów)

Bredschneider trat auch als Komponist von Liedern und Bühnenmusik für das Berliner Theater in Erscheinung. So stellten sich erste Erfolge 1910 mit Walter Kollo bei der Posse Große Rosinen von Rudolf Bernauer und Rudolf Schanzer ein. Daraus folgte eine Manifestation musikalischer Possen im Theaterspielplan. Unter Mitwirkung von Bogumil Zepler schrieb Bredschneider 1911 die Musik zur Silvester-Posse Die Bummelstudenten (nach der Posse Auf eigenen Füßen von Emil Pohl und Heinrich Wilken). Kollo stand er wieder 1912 bei der Posse Filmzauber zur Seite, aus dem u. a. der Marsch Untern Linden, Untern Linden bekannt wurde. 1913 folgte die Musik zu Wie einst im Mai, dem wohl bedeutendsten Gemeinschaftswerk der beiden Komponisten. Zu nennen sind die damit verbundenen Gassenhauer Das war in Schöneberg, im Monat Mai und Die Männer sind alle Verbrecher. Weitere Kooperationen gab es bei: Extrablätter (1914), Wenn zwei Hochzeit machen (1915) und Auf Flügeln des Gesanges (1916). Danach emanzipierte sich Kollo allmählich von Bredschneider.
Alleinige Verantwortung trug Bredschneider für die Operette Die beiden Nachtigallen nach einem Libretto von Leo Walther Stein (UA Halle 1921), die in Deutschland und den Niederlanden zur Aufführung gebracht wurde. Ebenso war er Tonschöpfer des musikalischen Schwanks Ein Mädel mit Tempo von Max Reimann und Otto Schwartz (1931).